# Самаріно
Сама́ріно (рос. Самарино, башк. Самарин) — село у складі Благоварського району Башкортостану, Росія. Входить до складу Благоварської сільської ради.
Населення — 285 осіб (2010; 276 в 2002).
Національний склад:
- росіяни — 47 %
- башкири — 40 %